# El Carmen 1ra. Sección
El Carmen 1ra. Sección är en ort i Mexiko.   Den ligger i kommunen Centla och delstaten Tabasco, i den sydöstra delen av landet, 700 km öster om huvudstaden Mexico City. El Carmen 1ra. Sección ligger 9 meter över havet och antalet invånare är 372.
Terrängen runt El Carmen 1ra. Sección är mycket platt. Havet är nära El Carmen 1ra. Sección åt nordväst. Runt El Carmen 1ra. Sección är det ganska glesbefolkat, med 32 invånare per kvadratkilometer. Närmaste större samhälle är Gobernador Cruz, 2,9 km väster om El Carmen 1ra. Sección. Trakten runt El Carmen 1ra. Sección består till största delen av jordbruksmark.